# Oehna (Bautzen)

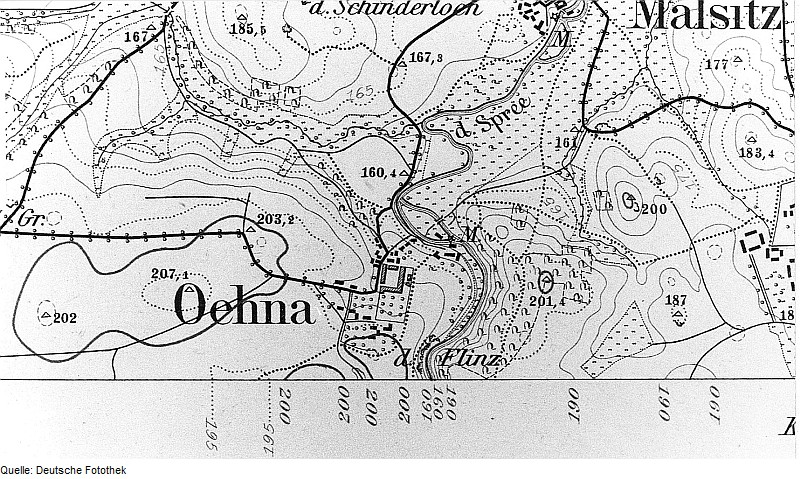
Bautzen-Oehna. Meßtischblatt, Sekt. Luttowitz, 1884

Oehna, obersorbisch Wownjow, ist ein nördlicher Stadtteil von Bautzen in der Oberlausitz. Teile des historischen Ortes mussten 1972/1973 der Talsperre Bautzen weichen, an deren südlichem Ufer sich die Siedlung befindet.

## Geschichte

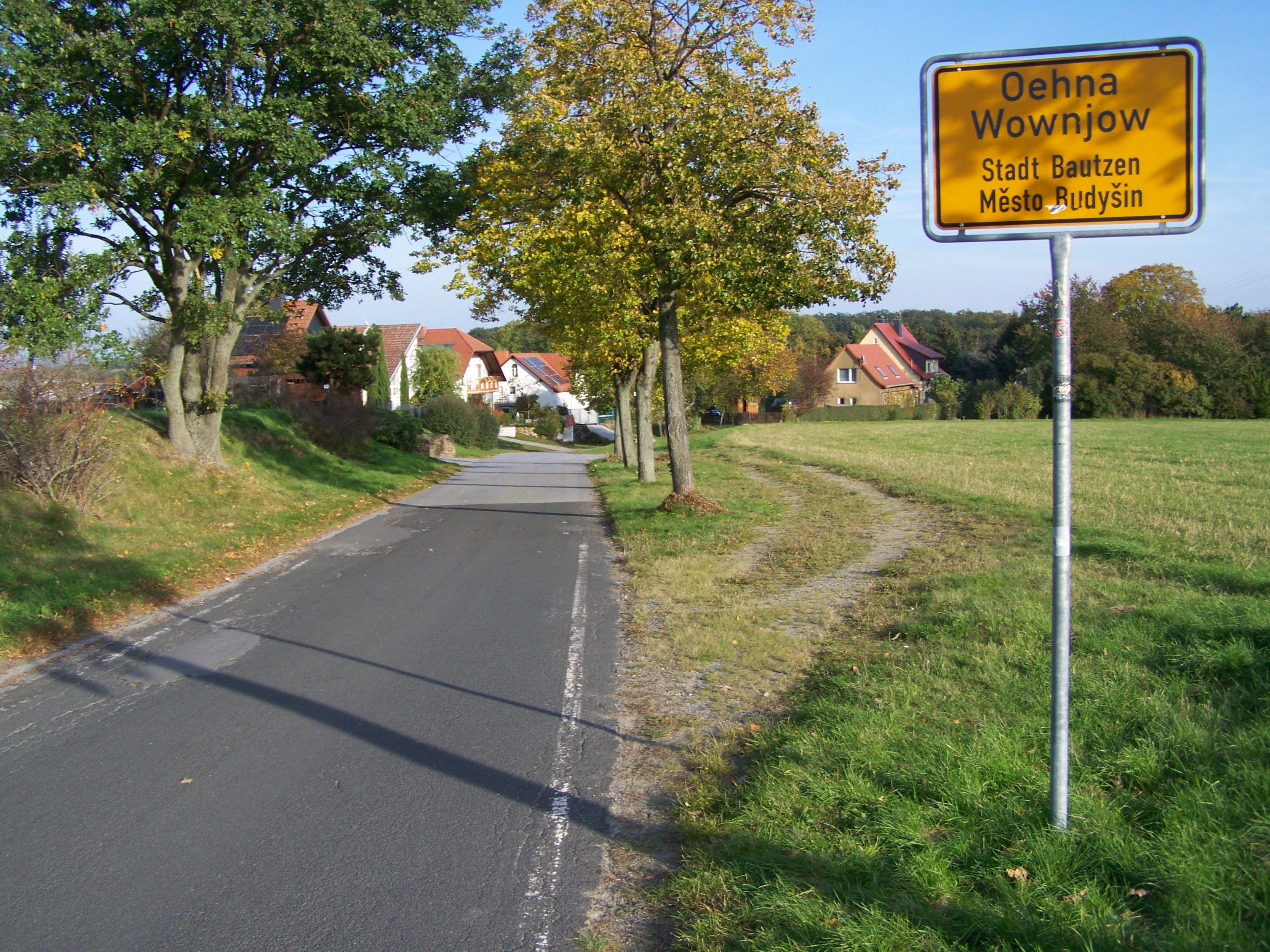
Oehna - mit Straßenzufahrt aus Teichnitz

Erstmals erwähnt wurde Oehna 1245 als Herrensitz. In folgenden Jahrhunderten ist es immer wieder als Rittergut belegt. Seine Dorfform entsprach einem Gassendorf zu dem zwei Bauernweiler, ein Gutsblock sowie eine Blockflur gehörten. Am 1. April 1936 wurde Oehna nach Burk eingemeindet. Ab dem 25. Juli 1952 gehörte Oehna als Teil der Gemeinde Burk zum Kreis Bautzen im DDR-Bezirk Dresden. 1972/1973 erfolgte ein Teilortsabbruch zu Gunsten der Talsperre Bautzen. Dabei wurden 35 der damaligen Einwohner als Umsiedler amtlich registriert.
Am 1. Januar 1973 wurde die Gemeinde Burk mit dem Ortsteil Oehna in die Stadt Bautzen eingemeindet. Seit dem 1. Juli 2020 gilt für Oehna als Stadtteil von Bautzen eine neue Begrenzung und Benennung, wodurch es nicht mehr zum Stadtteil Teichnitz gehört.

### Einwohnerentwicklung
- 1777: 6 Gärtner, 7 Häusler
- 1834: 119
- 1871: 121
- 1890: 84
- 1910: 91
- 1925: 109[2]

### Sprache
1884 betrug der Anteil der Sorben an der Bevölkerung Oehnas 89,3 %. Die Zahl der deutschen Einwohner belief sich auf 27, von denen allerdings 22 ebenfalls über sorbische Sprachkenntnisse verfügten. 1956 sprachen in der Gemeinde Burk, zu der Oehna mittlerweile gehörte, nur noch 28,9 % der Einwohner Sorbisch.

## Persönlichkeiten
- Jan Awgust Kapler (1851–1937), Lehrer und sorbischer Dichter; geboren in Oehna
- Wójćech Kóčka (1911–1965), sorbischer Archäologe, Universitätsprofessor in Polen; geboren in Oehna